# Patrícia Rueda
Patricia Rueda Perelló (20 de outubro de 1976) é uma empresária e política espanhola. Atualmente desempenha as funções de deputada no congresso dos deputados de Espanha e Porta-Voz nacional do VOX.

## Biografia
Formou-se em publicidade e relações públicas na Universidade de Málaga e trabalhou como diretora comercial em várias empresas, inclusive como gerente corporativa do Palácio Cropani e foi diretora do Museu do Automóvel e da Moda de Málaga. É casada com Justo Fuente, empresário espanhol e diretor da Cadena COPE.

## Carreira política
Ingressou no Vox pela primeira vez em 2016. Nas eleições gerais espanholas de abril de 2019, candidatou-se pelo Vox e foi eleita para o Congresso dos Deputados pelo distrito eleitoral de Málaga. Foi reeleita em novembro de 2019.